# Château d'Ardvourlie
Le château d'Ardvourlie, en anglais Ardvourlie Castle, est un château écossais du XIXe siècle situé sur l'île d'Harris. Il est construit en 1863 pour Charles Murray, 7th Earl of Dunmore.